# Приветствия
«Приветствия» (англ. Greetings; США, 1968) — эксцентричная комедия режиссёра Брайана Де Пальма, рассказывающая историю трех друзей — Пола, Ллойда и Джона, снимающих своими силами непрофессиональный фильм.

## Сюжет
Застенчивый романтик Пол (Уорден), свихнувшийся конспиратор Ллойд (Грэм) и неугомонный Джон (Де Ниро) пытаются снять любительский фильм. Отдельные эпизоды приключений трёх друзей иронически переосмысливают войну во Вьетнаме, убийство Джона Кеннеди, высмеивают свободную любовь и набирающее популярность в 1960-х любительское кино.

## В ролях
- Джонатан Уорден — Пол Шоу
- Геррит Грэм — Ллойд Клэй
- Роберт Де Ниро — Джон Рубин
- Меган Маккормик — Марина
- Тина Хирш — Тина

## Награды и номинации
- 1969 — фильм номинировался на Золотого медведя Берлинского международного кинофестиваля, но приз Серебряный медведь получил только Брайн Де Пальма, как лучший режиссёр.[1]